# Associazione Sportiva Bari 1950-1951
Questa voce raccoglie le informazioni riguardanti l'Associazione Sportiva Bari nelle competizioni ufficiali della stagione 1950-1951.

## Rosa
| N. |                    | Ruolo | Calciatore         |
| -- | ------------------ | ----- | ------------------ |
|    | Italia (bandiera)  | C     | Ferruccio Achilli  |
|    | Italia (bandiera)  | A     | Danilo Bonini      |
|    | Italia (bandiera)  | A     | Luigi Bretti       |
|    | Italia (bandiera)  | C     | Elio Canonico      |
|    | Italia (bandiera)  | C     | Valerio Cassani    |
|    | Italia (bandiera)  | P     | Michele Cataldo    |
|    | Italia (bandiera)  | A     | Severino Cavone    |
|    | Italia (bandiera)  | A     | Giacomo Cosmano    |
|    | Italia (bandiera)  | P     | Antonio Cortigiano |
|    | Romania (bandiera) | A     | Josef Fabian       |
|    | Italia (bandiera)  | C     | Luciano Filippelli |
|    | Italia (bandiera)  | D     | Giuseppe Gagliardi |
|    | Italia (bandiera)  | C     | Paolo Giammarco    |

| N. |                     | Ruolo | Calciatore          |
| -- | ------------------- | ----- | ------------------- |
|    | Italia (bandiera)   | P     | Guido Visco Gilardi |
|    | Italia (bandiera)   | C     | Elio Grani          |
|    | Italia (bandiera)   | D     | Aristide Griffith   |
|    | Italia (bandiera)   | C     | Ivo Isetto          |
|    | Italia (bandiera)   | C     | Mauro Mari          |
|    | Italia (bandiera)   | C     | Giacomo Mele        |
|    | Italia (bandiera)   | C     | Giovanni Mongelli   |
|    | Italia (bandiera)   | D     | Piero Pietrasanta   |
|    | Italia (bandiera)   | A     | Vinicio Sabbatini   |
|    | Italia (bandiera)   | C     | Giuseppe Santamato  |
|    | Italia (bandiera)   | D     | Adone Stellin       |
|    | Italia (bandiera)   | A     | Mario Vergani       |
|    | Ungheria (bandiera) | A     | Mihály Vörös        |

## Risultati

### Serie B

#### Girone di andata
| 10 settembre 1950 1ª giornata | Pisa | 5 – 3 | Bari |  |

| 17 settembre 1950 2ª giornata | Bari | 2 – 1 | Salernitana |  |

| 24 settembre 1950 3ª giornata | Bari | 1 – 1 | Siracusa |  |

| 1 ottobre 1950 4ª giornata | Modena | 6 – 3 | Bari |  |

| 8 ottobre 1950 5ª giornata | Bari | 0 – 0 | Reggiana |  |

| 15 ottobre 1950 6ª giornata | Venezia | 2 – 0 | Bari |  |

| 22 ottobre 1950 7ª giornata | Bari | 0 – 1 | Verona |  |

| 29 ottobre 1950 8ª giornata | Spezia | 1 – 0 | Bari |  |

| 5 novembre 1950 9ª giornata | Treviso | 1 – 1 | Bari |  |

| 12 novembre 1950 10ª giornata | Bari | 3 – 1 | Anconitana |  |

| 19 novembre 1950 11ª giornata | SPAL | 2 – 1 | Bari |  |

| 26 novembre 1950 12ª giornata | Bari | 0 – 1 | Fanfulla |  |

| 3 dicembre 1950 13ª giornata | Livorno | 1 – 0 | Bari |  |

| 10 dicembre 1950 14ª giornata | Bari | 3 – 1 | Messina |  |

| 17 dicembre 1950 15ª giornata | Cremonese | 5 – 2 | Bari |  |

| 24 dicembre 1950 16ª giornata | Bari | 2 – 2 | Catania |  |

| 31 dicembre 1950 17ª giornata | Bari | 2 – 1 | Vicenza |  |

| 7 gennaio 1951 18ª giornata | Legnano | 2 – 0 | Bari |  |

| 14 gennaio 1951 19ª giornata | Bari | 3 – 5 | Brescia |  |

| 28 gennaio 1951 21ª giornata | Seregno | 2 – 1 | Bari |  |

#### Girone di ritorno
| 4 febbraio 1951 22ª giornata | Bari | 0 – 0 | Pisa |  |

| 11 febbraio 1951 23ª giornata | Salernitana | 1 – 0 | Bari |  |

| 18 febbraio 1951 24ª giornata | Siracusa | 6 – 0 | Bari |  |

| 25 febbraio 1951 25ª giornata | Bari | 0 – 0 | Modena |  |

| 4 marzo 1951 26ª giornata | Reggiana | 1 – 1 | Bari |  |

| 11 marzo 1951 27ª giornata | Bari | 1 – 2 | Venezia |  |

| 18 marzo 1951 28ª giornata | Verona | 4 – 2 | Bari |  |

| 25 marzo 1951 29ª giornata | Bari | 1 – 1 | Spezia |  |

| 1º aprile 1951 30ª giornata | Bari | 3 – 2 | Treviso |  |

| 8 aprile 1951 31ª giornata | Anconitana | 2 – 2 | Bari |  |

| 15 aprile 1951 32ª giornata | Bari | 0 – 0 | SPAL |  |

| 22 aprile 1951 33ª giornata | Fanfulla | 1 – 1 | Bari |  |

| 29 aprile 1951 34ª giornata | Bari | 3 – 1 | Livorno |  |

| 6 maggio 1951 35ª giornata | Messina | 0 – 1 | Bari |  |

| 13 maggio 1951 36ª giornata | Bari | 3 – 2 | Cremonese |  |

| 20 maggio 1951 37ª giornata | Catania | 2 – 0 | Bari |  |

| 27 maggio 1951 38ª giornata | Vicenza | 1 – 2 | Bari |  |

| 3 giugno 1951 39ª giornata | Bari | 2 – 2 | Legnano |  |

| 10 giugno 1951 40ª giornata | Brescia | 4 – 0 | Bari |  |

| 24 giugno 1951 42ª giornata | Bari | 2 – 2 | Seregno |  |

## Statistiche

### Statistiche di squadra
| Competizione | Punti | In casa | In casa | In casa | In casa | In casa | In casa | In trasferta | In trasferta | In trasferta | In trasferta | In trasferta | In trasferta | Totale | Totale | Totale | Totale | Totale | Totale | DR  |
| Competizione | Punti | G       | V       | N       | P       | Gf      | Gs      | G            | V            | N            | P            | Gf           | Gs           | G      | V      | N      | P      | Gf     | Gs     | DR  |
| ------------ | ----- | ------- | ------- | ------- | ------- | ------- | ------- | ------------ | ------------ | ------------ | ------------ | ------------ | ------------ | ------ | ------ | ------ | ------ | ------ | ------ | --- |
| Serie B      | 31    | 20      | 7       | 9       | 4       | 31      | 26      | 20           | 2            | 4            | 14           | 20           | 49           | 40     | 9      | 13     | 18     | 51     | 75     | -24 |

### Statistiche dei giocatori
| Giocatore        | Serie B  | Serie B |
| Giocatore        | Presenze | Reti    |
| ---------------- | -------- | ------- |
| F. Achilli       | 24       | 3       |
| D. Bonini        | 3        | 0       |
| L. Bretti        | 20       | 3       |
| E. Canonico      | 36       | 13      |
| V. Cassani       | 12       | 2       |
| M. Cataldo       | 10       | -19     |
| S. Cavone        | 11       | 0       |
| A. Cortigiano    | 18       | -38     |
| G. Cosmano       | 14       | 2       |
| J. Fabian        | 32       | 11      |
| L. Filippelli    | 6        | 0       |
| G. Gagliardi     | 3        | 0       |
| P. Giammarco     | 1        | 0       |
| E. Grani         | 23       | 1       |
| A. Griffith      | 37       | 0       |
| I. Isetto        | 28       | 1       |
| M. Mari          | 13       | 0       |
| G. Mele          | 2        | 0       |
| G. Mongelli      | 9        | 0       |
| P. Pietrasanta   | 31       | 0       |
| V. Sabbatini     | 30       | 5       |
| G. Santamato     | 1        | 0       |
| A. Stellin       | 21       | 0       |
| M. Vergani       | 19       | 2       |
| G. Visco Gilardi | 12       | -18     |
| M. Voros         | 24       | 7       |